# Acraea liszti
Acraea liszti är en fjärilsart som beskrevs av Suffert 1904. Acraea liszti ingår i släktet Acraea och familjen praktfjärilar. Inga underarter finns listade i Catalogue of Life.